# 트랜스젠더 추모의 날

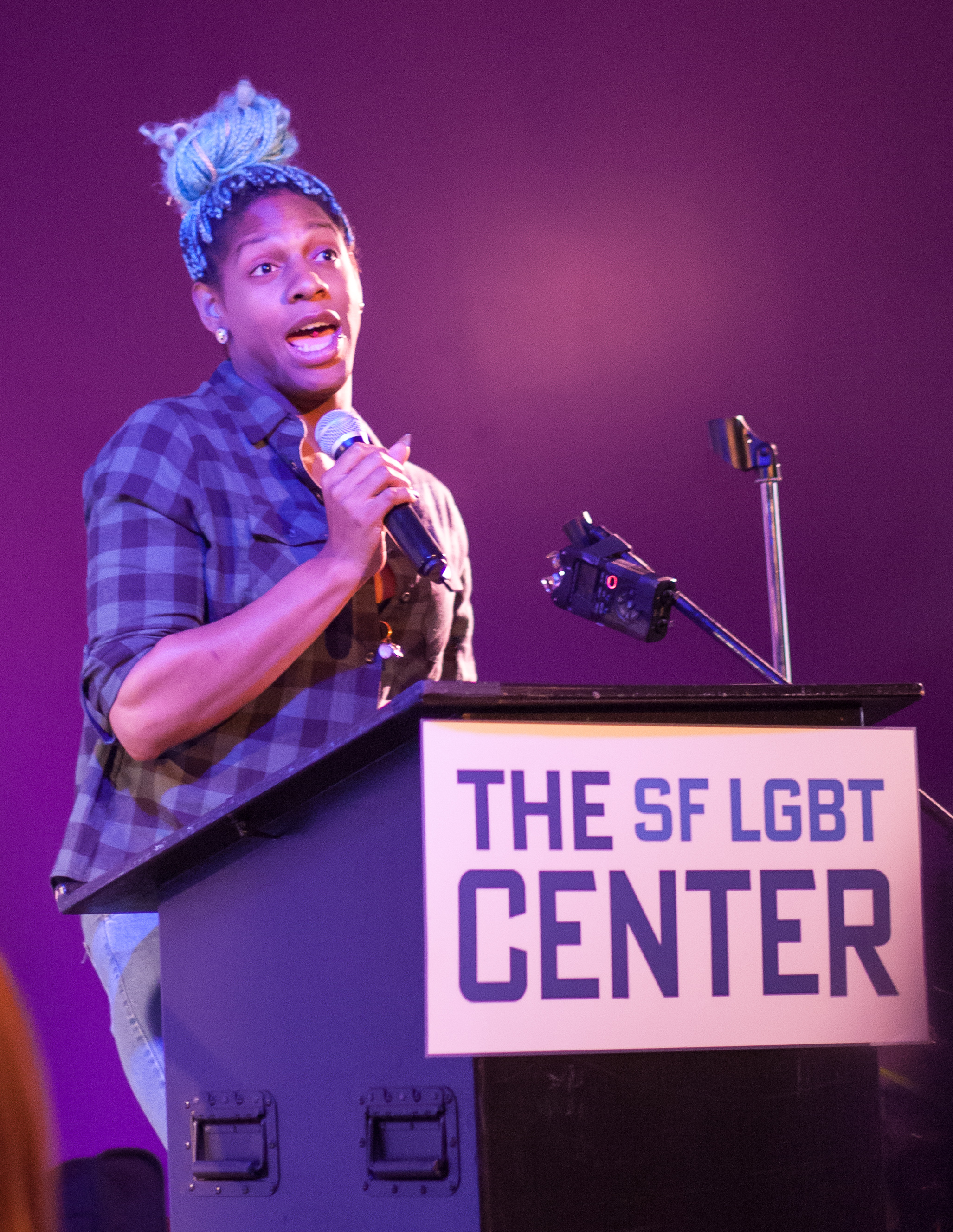

트랜스젠더 추모의 날 (트랜스젠더 追慕의 날 영어: Transgender Day of Remembrance, TDoR)은 미국을 중심으로 세계적으로 매년 11월 20일 트랜스젠더의 존엄과 권리에 대하여 생각하는 국제적인 기념일이다. 1998년 11월 28일 미국 매사추세츠주에서 트랜스포비아를 이유로 살해된 아프리카계 미국인 리타 헤스터의 추도에서 유래한다.
2018년 11월 17일 트랜스젠더 인권 단체 트랜스해방전선이 이태원 광장에서 트랜스젠더 추모의 날을 맞아 "그만 죽여라, 우리도 살고 싶다!" 집회 및 가두행진을 진행한 바 있다. 

## 같이 보기
- 트랜스젠더 가시화의 날